# Rolf Mey-Dahl
Rolf Mey-Dahl (* 10. März 1937 in Magdeburg; † 14. Mai 2014) war ein deutscher Schauspieler und Autor.
Popularität erlangte er durch Film- und Fernsehrollen wie Sachsens Glanz und Preußens Gloria und Polizeiruf 110.

## Filmografie (Auswahl)
- 1970: He, Du!
- 1985: Sachsens Glanz und Preußens Gloria
- 1986: Polizeiruf 110: Gier
- 1989: Zwei schräge Vögel
- 1990: Polizeiruf 110: Tödliche Träume

## Veröffentlichungen
- Die Schwarze Anna: Ein ergreifender Heimatroman aus der Niederen Börde im Jahr 1934. Ost-Nordost, Magdeburg 2009, ISBN 978-3-938247-03-7.